# Lijst van gemeenten in Elazığ
Onderstaande lijst bevat alle gemeenten (2000) in de Turkse provincie Elazığ.
| District   | Gemeente   |
| ---------- | ---------- |
| Ağın       | Ağın       |
| Alacakaya  | Alacakaya  |
| Arıcak     | Arıcak     |
| Arıcak     | Bükardı    |
| Arıcak     | Erimli     |
| Arıcak     | Üçocak     |
| Baskil     | Baskil     |
| Elazığ     | Akçakiraz  |
| Elazığ     | Elazığ     |
| Elazığ     | Hankendi   |
| Elazığ     | İçme       |
| Elazığ     | Mollakendi |
| Elazığ     | Yazıkonak  |
| Elazığ     | Yurtbaşı   |
| Karakoçan  | Karakoçan  |
| Karakoçan  | Sarıcan    |
| Keban      | Keban      |
| Kovancılar | Çakırkaş   |
| Kovancılar | Kovancılar |
| Kovancılar | Yarımca    |
| Maden      | Gezin      |
| Maden      | Maden      |
| Palu       | Baltaşı    |
| Palu       | Beyhanı    |
| Palu       | Palu       |
| Sivrice    | Sivrice    |